# Humongochela hardyi
Humongochela hardyi är en tvåvingeart som beskrevs av Neal L. Evenhuis 2004. Humongochela hardyi ingår i släktet Humongochela och familjen styltflugor.
Artens utbredningsområde är Marquesasöarna. Inga underarter finns listade i Catalogue of Life.